# Belvederska Madona (Rafael)
Madona del Prato (Madona na travniku), formalno Madona s Kristusom otrokom in sv. Janezom Krstnikom, je Rafaelova slika iz leta 1505–1506, ki je danes v Kunsthistorisches Museum na Dunaju. Znana je tudi kot Belvederska Madona po dolgem bivanju v cesarski zbirki na dunajskem Belvederu.

## Predmet
Sliko je v mesecih po prihodu 1504–1505 v Firence naslikal dvajsetletni Rafael. Prizorišče predstavlja figura Device Marije, dojenčka Jezusa in dojenčka Janeza Krstnika, prikazani na mirnem travniku, v piramidalnem razporedu, povezanem s pogledi. Marija nosi modro ogrinjalo z zlato obrobo, ki je postavljena ob rdečo obleko, desno nogo pa podaljša po diagonali. Modra simbolizira cerkev in rdeča Kristusovo smrt, in Marija, ki se Jezusa dotika z rokami, je združila materino cerkev s Kristusovo žrtvijo. Njene oči so usmerjene v Kristusa, glava je obrnjena v levo in rahlo nagnjena, z rokami pa vztrajno drži otroka, ko se nezadržno nagne naprej, da bi se dotaknila miniaturnega križa, ki ga drži Janez. Mak se nanaša na Kristusov pasijon, smrt in vstajenje. Slika prikazuje miren, nežen in idiličen trenutek, ki ga je motil le Jezusov grabež po križu, ki ga je držal Janez Krstnik, kar namiguje na bližajočo se Jezusovo trpljenje. Renesančni pokrovitelji so to spoštovano in harmonično kompozicijo zelo spoštovali in so zaslužni da je Rafaela poslikal freske za papeža v vatikanske stanze v Rimu.

## Tehnika
Rafael je pri tej sliki, pa tudi pri drugih, kot je Madona s ščinkavcem , sledil tehnikam Leonarda da Vincija (ki je bil takrat tudi v Firencah) pri svojih objektov v piramidalni obliki; to lahko opazimo v takšnih delih, kot je Leonardova Madona v votlini. Študija kompozicije z rdečo kredo, ena izmed mnogih Rafaelovih priprav za sliko, je v Metropolitanskem muzeju umetnosti.
Leta 1983 je glavni konservator slikarstva v Kunsthistorisches Museum na Dunaju odstranil retuširanje in lakiranje, ki je deformiralo Madono na travniku. Restavriranje je pokazalo, da je ta slika podobna strukturi Male Cowperjeve Madone in je sestavljena iz prosojnih oljnih glazur, neprosojnega premaza in gesso podlage. Poleg tega je bila v ogrinjalu in plašču ugotovljena škoda povzročena z istimi dejavniki in sicer z Rafaelovo slikarsko tehniko. V Madoni na travniku je modra ogrinjala razbarvana s širokimi razpokami, ki jih izzove neenakomerno sušenje oljnih plasti. Poleg tega je za sliko značilna velika globina senc in subtilna prepletenost hladnih in toplih tonov, ki oblikujejo meso. Modrikast podton, viden v sencah in robovih plošče, stoji pod smetanovo belo in rožnato barvo mesa. Poleg tega natančen pregled dela kaže, da je bilo nebo pobarvano po izvedbi figur, saj se zdi, da udarci modre krtače sledijo obrisom figur in so zaznavni ne le na površini, temveč tudi na rentgenskih posnetkih. Med pregledovanjem z infrardečimi tehnikami, Madona na travniku izda tudi podrisbo, dokončano ob prenosu zasnove na ploščo; oznake, ki jih je ta prenos pustil, so jasne in črte, ki jih povezujejo, so natančne, osvetljujejo umetnikov postopek.